# 문명 VI: 몰려드는 폭풍
문명 VI: 몰려드는 폭풍(Civilization VI: Gathering Storm)은 턴제 전략 비디오 게임 문명 VI의 두번째 확장팩이다. 첫번째 확장팩 흥망성쇠가 출시된 후 약 1년 후인 2019년 2월 14일에 출시되었다. 마이크로소프트 윈도우, macOS와 리눅스에서 이용할 수 있다. 확장팩은 기능, 문명, 지도자 그리고 불가사의를 추가한다. 주요 추가 사항은 자연재해에 대한 매커니즘과 기후 변화 및 그에 따른 영향에 기여하는 온실 기체 배출이다.

## 게임플레이
몰려드는 폭풍 확장팩의 초점은 기상과 인간의 행동이 게임 진행과 게임 후반 결과에 어떻게 영향을 미치는지에 있다. 플레이어는 무작위로 또는 환경 결정의 결과로 시간이 지남에 따라 환경이 어떻게 변하는지 직면하게 된다.
확장팩에서는 화산 폭발, 강의 홍수, 해수면 상승, 허리케인, 모래폭풍, 눈보라, 토네이도, 가뭄 등의 자연 재해가 발생한다. 플레이어에게는 댐이나 방조제와 같은 시설을 건설하여 이를 완화할 수 있는 방법을 제공받는다. 또한 이러한 이벤트 중 일부는 플레이어에게 도움이 될 수 있다. 예를 들어, 강의 홍수와 화산 폭발 후에 영향을 받은 타일의 생산량이 증가할 수 있다. 이러한 이벤트의 빈도는 새로운 기후 시스템의 영향을 받는다. 게임 후반 건물에는 석탄이나 석유 등의 자원을 태워서 얻을 수 있는 전력 자원을 제공하여 그 효과가 향상될 수 있다. 그러나 그렇게 하면 대기 중의 이산화탄소 수치가 증가하여 재해 발생 빈도가 증가할 것이다. 플레이어는 또한 태양광, 풍력, 지열 발전소와 같은 친환경 전력 대안을 연구할 수도 있다. 플레이어는 컴퓨터 기술을 연구하고 도심부에 건설되는 해안 장벽을 잠금 해제할 수 있다. 이러한 건물은 해수면 상승으로부터 보호하는 데 도움이 된다. 이러한 개선이 없으면 플레이어는 해안 타일을 잃고 때로는 본토 타일도 잃게 된다. 미래 시대가 무작위로 잠금 해제되는 새로운 기술과 사회 제도를 추가하여 돌아왔다.
세계 생성도 변경되었다. 새로운 지형 특성인 지열 균열과 화산이 대륙을 분리하는 산 능선을 따라 생성되고, 범람원은 이제 강을 따라 더 큰 클러스터로 생성된다. 산맥, 강, 화산, 사막은 이제 그것을 발견한 문명의 이름을 따서 명명된다. 예를 들어, 영국인들에 의해 발견된 강은 템스강으로 명명될 수 있고, 프랑스인들에 의해 발견된 강은 센강으로 명명될 수 있다.
이전 게임의 외교 승리 조건과 세계 의회가 다시 돌아오면서 외교도 개편되었다. 차이점은 외교 승리를 위해 시대별 외교적 리더십을 보여주기 위한 다양한 방법으로 획득할 수 있는 일정 수의 외교적 승리 점수를 획득해야 하며 투표를 여러 번 이겨야 한다는 것이다. 투표에 영향을 미치는 방식을 환심이라고 하며, 이를 이용하여 투표의 비중을 높일 수 있다. 새로운 환심 화폐와 새로운 적대감 시스템이 기본 게임의 전쟁광 점수를 대체한다. 세계 회의는 평화 조약과 같이 구성 요소가 다른 결의안을 구성하는 데 있어 참가국들에게 더 많은 권한을 부여하고, 국제 사회는 세계 회의 회기에서 결의안의 이행 여부를 투표로 결정한다.
더 많은 역사적 순간 추가, 새로운 총독, 첩보 시스템 개선, 과학 및 문화 승리 조건 변경 등 기본 게임과 이전 확장팩 흥망성쇠의 여러 시스템이 조정되었다.
또한 9명의 새로운 지도자와 8개의 새로운 문명이 도입되었으며, 다양한 새로운 유닛, 자연과 세계 불가사의, 새로운 기술과 사회 제도, 그리고 두 가지 새로운 시나리오, 즉 같은 이름의 14세기 팬데믹과 벨기에의 제1차 세계 대전 독일-프랑스 전쟁을 기반으로 한 흑사병(싱글 플레이어)과 전쟁 기계(멀티 플레이어 전용)가 추가되었다.
새로운 문명에는 다음이 포함된다.
- 도시 국가 동맹의 유닛 징병을 전문으로 하는 마차시 1세가 이끄는 헝가리
- 특이하게 바다에서 시작하여 자연 환경을 보존하도록 장려하는 쿠페가 이끄는 마오리족
- 추운 기후 타일 내에서 고유한 유닛과 능력을 보유한 윌프리드 로리에가 이끄는 캐나다
- 산과 관련하여 특별한 혜택을 받는 파차쿠티가 이끄는 잉카
- 사막과 교역로에서 막대한 부를 창출할 수 있는 만사 무사가 이끄는 말리
- 문화와 관광, 위인의 혜텍을 받는 크리스티나가 이끄는 스웨덴
- 포위된 도시에 큰 이점을 제공할 뿐만 아니라 외교 및 군사를 위한 독특한 총독이 있는 쉴레이만 1세가 이끄는 오스만 제국
- 해양 타일의 수많은 이점과 수도를 자유롭게 이동할 수 있는 디도가 이끄는 페니키아
- 독특한 지도자인 엘레오노르 다키텐 여공작은 잉글랜드와 프랑스의 지도자로 활동할 수 있고 그녀의 걸작들 근처의 도시들로부터 충성심을 빼았는다.

## 평가
리뷰 애그리게이터인 메타크리틱에 따르면 몰려드는 폭풍은 비평가들로부터 대체로 긍정적인 평가를 받았다.